# Шамшеєв Іван Сергійович
Іван Сергійович Шамшеєв (нім. Иван Сергеевич Шамшеев; 5 серпня 1999, Калінінград, Росія — 30 жовтня 2022, Україна) — російський офіцер, лейтенант ЗС РФ (2022). Герой Російської Федерації.

## Біографія
В 2017 році закінчив середню школу і вступив в Рязанське повітрянодесантне командне училище. Після закінчення училища в 2022 році призначений командиром групи спеціального призначення роти спеціального призначення 3-ї окремої бригади спеціального призначення. З серпня 2022 року брав участь у вторгненні в Україну. Загинув у бою.

## Нагороди
- Медаль
- Звання «Герой Російської Федерації» (25 січня 2023; посмертно) — «за мужність і героїзм, проявлені під час виконання військового обов'язку.» 7 травня медаль «Золота зірка» була передана рідним Шамшеєва.

## Вшанування пам'яті
7 травня 2023 року на території 3-ї окремої бригади спецпризначення в Тольятті був встановлений бюст Шамшеєва.